# Enfrentamientos armados en la cárcel La Modelo
Los enfrentamientos armados en la cárcel La Modelo (Bogotá) se repitieron a lo largo de varios años, teniendo su apogeo entre 2000 y 2001. Los conflictos de diferente índole produjeron decenas de muertos y la situación en la cárcel La Modelo sólo se empezó a normalizar a partir de 2003.
Al respecto, el paramilitar Daniel Rendón Herrera alias "Don Mario", contó que según su compañero Miguel Arroyave, el tráfico de armas, los asesinatos y el ingreso de personas no registradas a cárcel La Modelo se organizaban en complicidad con miembros de la guardia del Instituto Nacional Penitenciario y Carcelario (INPEC).

## La situación en 1999
En febrero de 1999 fueron descubiertos tres túneles en la cárcel La Modelo. En esa ocasión Eugenia Aguilar, directora del Instituto Nacional Penitenciario y Carcelario (INPEC), aseguró que en cada patio los internos ya habían construido un túnel, y anunció que el penal sería cerrado.
Los asesinatos continuaron, y a comienzos de marzo, nueve prisioneros fueron asesinados. Un mes más tarde murieron otros cinco internos a manos de encapuchados. En medio de la crisis, Aguilar dejó el cargo como directora siendo reemplazada por el coronel de la Policía, Laureano Antonio Villamizar.
En septiembre, se encontraron 20 túneles más, y como resultado de 35 enfrentamientos armados, ya habían muerto 30 personas. El 24 de ese mes se presentó un motín que dejó diez muertos en el marco de la celebración del Día de las Mercedes.
En diciembre siguieron los enfrentamientos dejando once muertos en una masacre.

## Enfrentamientos de abril del 2000
A mediados de febrero del 2000 se suspendieron las visitas en La Modelo. En marzo se firmó un pacto de paz que se rompió cuando en abril siguiente fue encontrado el cadáver descuartizado del líder paramilitar Carlos Alberto León, interno del patio dos.
Mientras el Cuerpo Técnico de Investigación (CTI) hacía el levantamiento del cadáver, el miércoles 26 de abril del 2000, un enfrentamiento armado entre paramilitares de las Autodefensas Unidas de Colombia (AUC) y delincuentes comunes de los patios 3, 4 y 5 de la cárcel La Modelo dejó un total de 32 muertos, 17 heridos y 17 desaparecidos. La reyerta se prolongó durante 12 horas entre la tarde del jueves y la madrugada del viernes, en una jornada que es la más sangrienta vivida en penal colombiano alguno. En dicho incidente se requisaron armas, explosivos, cartuchos elementos de comunicación e insignias de las AUC, entre otros elementos.
La batalla se inició a las 14:40, cuando miembros de las autodefensas de los patios 3 y 5 se enteraron de la muerte, a tiros, de Yema Ospina Flórez, familiar de uno de los integrantes de "Los Priscos", una banda criminal de la época de Pablo Escobar, jefe del Cartel de Medellín desaparecido en 1993. Ospina había sido infiltrado por los paramilitares en el patio 4, para que informara quiénes eran los jefes en ese pabellón. La mayoría de reclusos de este patio estaban acusados por delitos sociales (secuestros, violaciones y hurto, entre otros).
En el patio 4 estaban retenidos aproximadamente 800 hombres al mando de Jhon Jairo Velásquez, alias "Popeye", ex lugarteniente de Pablo Escobar. Cuando los hombres al mando de Popeye se enteraron de la intención de Ospina, lo ajusticiaron. El hecho desencadenó la operación dirigida por el jefe paramilitar del patio 5 conocido como Cadavid. Ante la impotencia de los guardias penitenciarios y tumbando paredes y rejas con el uso de granadas, los paramilitares penetraron al patio 4. Portando brazaletes negros y las iniciales AUC, exigieron a los protegidos de Popeye rendirse. Sólo 42 lo hicieron, a los que se negaron les dispararon.
La Policía Nacional, que llevaba 15 años sin ingresar al penal, decidió tomárselo en la madrugada del sábado siguiente. Se incautó un arsenal que incluía cuatro kilos de explosivo de alto poder y siete cargas de dinamita. No obstante, cuatro días después guardias del Instituto Nacional Penitenciario y Carcelario (INPEC) ingresaron a un patio del penal y en una requisa fueron decomisadas una ametralladora Ingram MAC-10 y una pistola capaz de burlar los rayos X, entre otras armas. Se detectaron huecos en los que aparecían granadas y pistolas empacadas en bolsas plásticas y ocultas entre la tierra.
Por otra parte, 17 internos recluidos el patio 4 fueron declarados como desaparecidos. Según el Comité de Solidaridad con los Presos Políticos, había indicios de que los presos usaban túneles y alcantarillas para esconder los cuerpos de los desaparecidos. Sin embargo, tanto el INPEC como el Cuerpo Técnico de Investigación (CTI) de la fiscalía y la policía negaron la existencia tales tumbas.
La mayoría de las víctimas fueron heridas con arma de fuego y algunas con arma blanca. Sus edades oscilan entre los 23 y los 43 años.

### Caso Jineth Bedoya

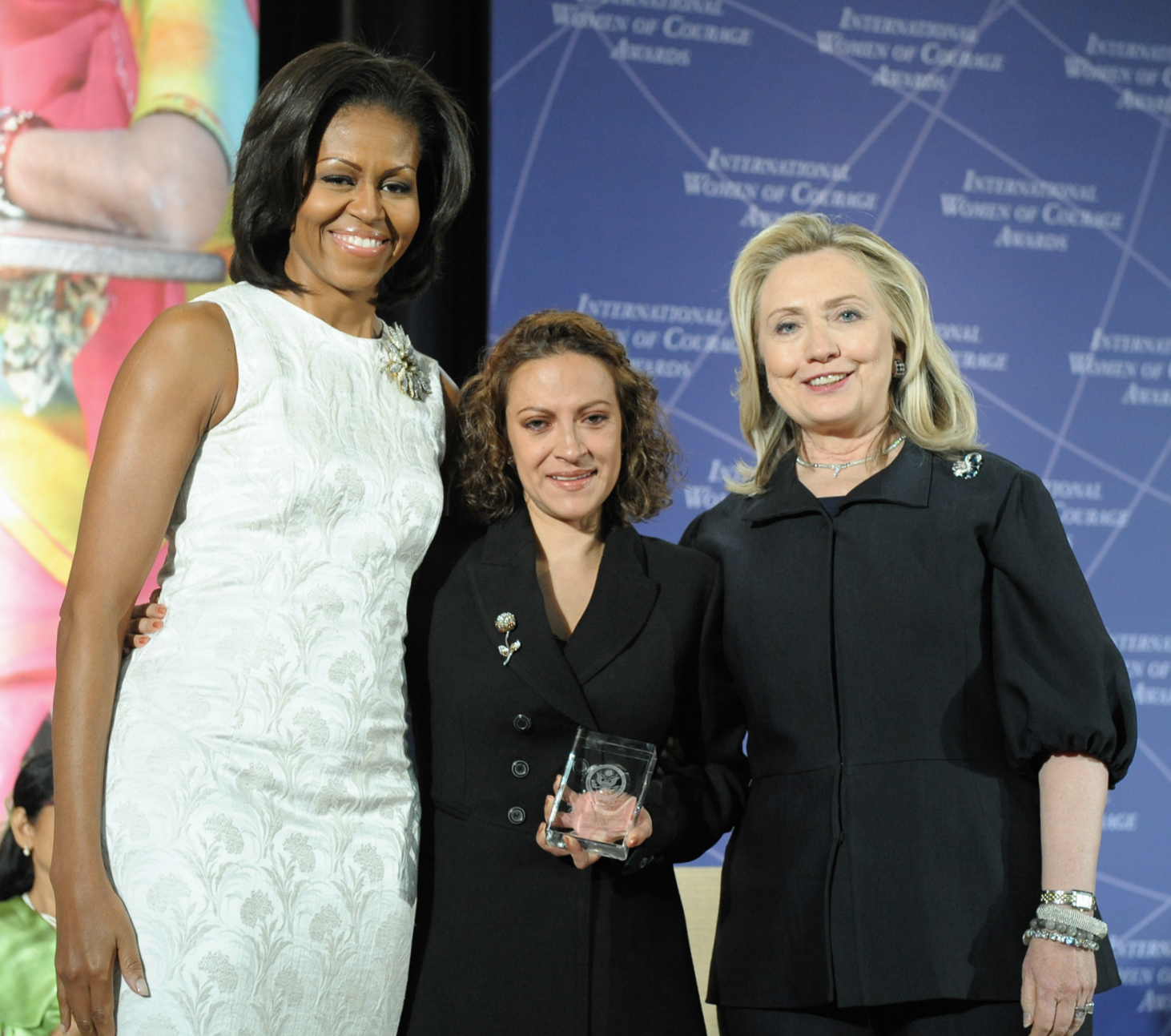
En 2012, Jineth Bedoya recibió el Premio Internacional a las Mujeres de Coraje que entrega el Departamento de Estado de los Estados Unidos. La presea le fue entregada por la primera dama de Estados Unidos, Michelle Obama, y la secretaria de Estado Hillary Clinton.

Entre febrero de 1999 y mayo del 2000 la periodista Jineth Bedoya denunció en el periódico El Espectador que dentro de la cárcel La Modelo se cometían “graves violaciones a los derechos humanos por desaparición y descuartizamiento de varias personas, entre ellos reclusos, visitantes y personas ajenas al penal, cuyos restos fueron arrojados por la red de alcantarillado”. Sus denuncias partieron paralelamente desde las investigaciones que se hicieron por el asesinato del periodista Jaime Garzón en agosto de 1999, cuando se supo que el periodista hizo contacto con el jefe paramilitar Carlos Castaño desde dicha cárcel, para detener la orden del asesinato del periodista, la cual habría pasado por los bloques de la Cárcel Modelo hasta ser llevada al bloque Capital de las AUC, el cual según la periodista era manejado desde el penal.
El 25 de mayo del 2000 a las 10:30, Bedoya se encontraba en la entrada de la cárcel, esperando para poder realizar una entrevista a un preso dispuesto a contar por qué pasó la masacre en la prisión. La reportera no alcanzó a ingresar al centro penal según dijo en una entrevista al diario británico The Guardian:

“Cuando llegué a la entrada de la prisión una mujer me preguntó si era periodista. Estaba a punto de responder cuando un hombre se acercó, puso su brazo alrededor de mi cintura, un arma a mi lado, y me dijo que me mataría si no empezaba a caminar”

Entonces, fue trasladada a un almacén en donde la esperaban más hombres. Luego fue llevada a un sitio que no reconoció ya que estaba vendada. Con una pistola apuntándola a la cabeza constantemente, fue secuestrada durante 16 horas por tres hombres que la violaron y torturaron. Finalmente abandonada en un potrero.
Aunque el caso ha sido declarado de crimen contra la humanidad por la Fiscalía General de la Nación y la Comisión Interamericana de Derechos Humanos se mantiene vigilante, la agresión contra Bedoya sigue en la impunidad.
En febrero de 2016, el exparamilitar Mario Jaimes Mejía, alias El Panadero aceptó su responsabilidad en los crímenes contra Bedoya.

## Enfrentamientos de julio del 2001
El 4 de julio de 2001 a las 17:30, cuando terminaba la jornada semanal de visitas, los paramilitares de las AUC, recluidos en un patio individual, atacaron el pabellón destinado a los guerrilleros y ambos bandos sostuvieron un combate que se extendió a otros sectores de la prisión designados a delincuentes comunes. El enfrentamiento duró 17 horas y dejó 10 internos muertos y 15 heridos.
Según una versión entregada por Jhon Jairo Velásquez, alias Popeye, los delincuentes comunes se rebelaron contra las arbitrariedades de los subversivos. Con ayuda de paramilitares se enfrentaron a los guerrilleros con explosivos y armas de fuego. Aparentemente la refriega se inició cuando un guerrillero de las Fuerzas Armadas Revolucionarias de Colombia (FARC-EP), recluido en el patio 1, disparó contra un delincuente común al servicio de los miembros de las AUC, quien protestó por el cobro de una extorsión.
Tras el asesinato, sus compañeros buscaron el respaldo de los hombres de las autodefensas, presos en los patios 4 y 5. Uno de los jefes paramilitares dio la orden a por lo menos 150 de sus hombres de atacar a los guerrilleros. A dicho ataque se unieron varios narcotraficantes. Sin embargo, aproximadamente 400 miembros de las FARC-EP y del Ejército de Liberación Nacional (ELN) sacaron sus armas de las caletas y se atrincheraron detrás de los muros y pasillos de la cárcel.
En la batalla se utilizaron escopetas calibre 12, fusiles AK-47, AR-15 y 5.56, ametralladoras 9 mm., pistolas 45 y revólveres de diferentes calibres. Unos y otros usaron fusiles, ametralladoras y granadas de fragmentación para minar corredores por los que podían acceder la Policía y agentes de la guardia de prisiones. Así mismo, se encontraron lanza-granadas, cartuchos de ametralladoras M-60 y unas 40 granadas, de fragmentación y de 40 mm., diseminadas por los pasillos de los patios 1 y 2, que dejaron los guerrilleros.
Un ala del pabellón de los guerrilleros ardió en llamas.
Por otra parte, en las afueras de la cárcel más de 1.000 miembros del Ejército y la Policía comenzaron un despliegue con el apoyo de helicópteros para evitar posibles fugas. Familiares de los reclusos que comenzaron a llegar en busca información sobre sus parientes, terminaron enfrentados con piedras y palos a los uniformados que mantenían acordonado el sector.
A raíz de estos acontecimientos, el ministro de Justicia Rómulo González presentó su renuncia como consecuencia de los desórdenes carcelarios y fugas de las semanas anteriores.

## Otros enfrentamientos
- 19 de junio de 2001, cuatro presos murieron en enfrentamientos ocurridos en el patio del pabellón de alta seguridad.[14]
- 3 de noviembre de 2001. El choque entre dos bandas de paramilitares en la cárcel Modelo dejó como resultado la muerte de cinco internos.[15]

## Descuartizamientos
En 2016 se hizo público que dentro de la cárcel La Modelo hubo posibles desapariciones y torturas en la época de los enfrentamientos entre paramilitares y los guerrilleros.
De acuerdo a información recogida por la fiscalía, los cuerpos de decenas de víctimas eran descuartizados y almacenados en los recipientes donde depositaban los restos de alimentos de La Modelo.
Según una fuente de la fiscalía, los hechos son ampliamente conocidos, ya que “el INPEC tenía un contrato con un señor de Soacha que tenía una marraneras. Eso fue muy mencionado para el 2001, cuando encontraron un marrano mordisqueando una mano, este señor llamó a la prensa y eso fue noticia”. Fue entonces cuando se empezaron a deshacer de los cuerpos a través por las alcantarillas.
Las pesquisas comenzaron en el marco de la investigación adelantada por el secuestro, tortura y abuso sexual que sufrió Jineth Bedoya en el 2000.